# Hans-Peter Dabrowski

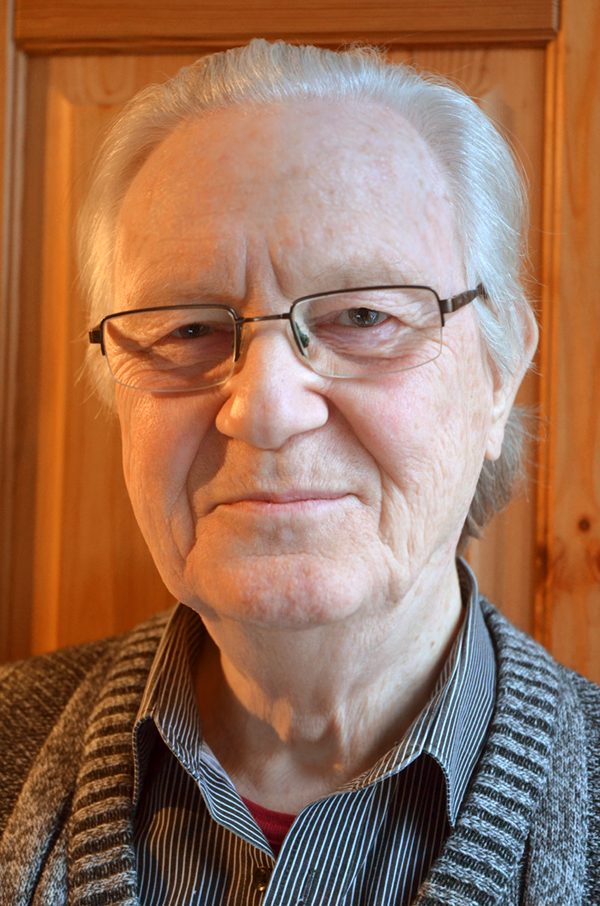
Hans-Peter Dabrowski im Februar 2019

Hans-Peter Dabrowski (* 10. August 1946 in Hannover) ist ein deutscher Redakteur und Sachbuch-Autor zur Geschichte der Luftfahrt insbesondere in Deutschland in der Zeit von 1919 bis 1945.

## Leben
Hans-Peter Dabrowski wurde in der Nachkriegszeit als Sohn einer Hausfrau und eines Metallarbeiters einer Reparaturwerkstatt der Deutschen Reichsbahn in eine aus Posen stammende Familie hineingeboren. Nach seiner Schulzeit durchlief er zunächst eine Ausbildung zum Schriftsetzer, bevor er nach der Wiederbewaffnung seinen Wehrdienst bei der Luftwaffe ableistete.
Nach seiner Hochzeit 1968 und der Geburt seiner Tochter 1969 wechselte in die Zeitungsbranche, in der er als Produktionsredakteur tätig wurde.
Der seit seiner Kindheit an der Luftfahrt interessierte Dabrowski konnte durch seinen Wohnsitz in der niedersächsischen Landeshauptstadt nahezu an jeder dort veranstalteten internationalen Luftfahrtausstellung teilnehmen. So begann er nach einer anfänglichen Freude am Basteln von Miniaturmodell-Flugzeugen mit der Erforschung der Geschichte der Luftfahrt insbesondere in Deutschland, wo in Zeit zwischen 1919 und 1945 der Doppeldecker bis zum Strahlflugzeug weiterentwickelt wurde. In der Folge veröffentlichte Dabrowski seit 1986 zahlreiche Artikel zu den Themen Modellbau und Luftfahrt, von denen etliche vom Schiffer Verlag in andere Sprachen übersetzt wurden. Andere Schriften Dabrowskis im Podzun-Pallas-Verlag sind Teil der Schriftenreihe Das Waffen-Arsenal.

## Schriften (Auswahl)
- Überschalljäger Lippisch P 13a und Versuchsgleiter DM -1 (= Das Waffen-Arsenal, Band 102), Friedberg (Dorheim): Podzun-Pallas-Verlag, 1986, ISBN 978-3-7909-0298-3 und ISBN 3-7909-0298-5
- Jagdeinsitzer Heinkel He 100. Weltrekordmaschine und Propagandavogel (= Das Waffen-Arsenal, Bd. 120), Friedberg (Dorheim): Podzun-Pallas, 1989, ISBN 978-3-7909-0363-8 und ISBN 3-7909-0363-9
- See-Mehrzweckflugzeug Arado Ar 196 (= Das Waffen-Arsenal; Bd. 126), Friedberg (Dorheim): Podzun-Pallas, [circa 1990], ISBN 978-3-7909-0416-1 und ISBN 3-7909-0416-3
- Nurflügel. Die Ho 229 – Vorläufer der heutigen B 2 (= Das Waffen-Arsenal, Sonderband S 17), Friedberg/H.: Podzun-Pallas, 1990, ISBN 978-3-7909-0403-1
- Focke-Wulf Fw 200 „Condor“. Von der Zivilmaschine zum Fernkampfflugzeug (= Das Waffen-Arsenal, Bd. 131), 1991, ISBN 978-3-7909-0421-5 und ISBN 3-7909-0421-X
- Mistel. Die Huckepack-Flugzeuge der Luftwaffe bis 1945 (= Das Waffen-Arsenal, Sonderband S 27), Friedberg/H.: Podzun-Pallas-Verlag; Wien: Hain, 1993, ISBN 978-3-7909-0447-5 und ISBN 3-7909-0447-3
- Heinkel He 115. Torpedoflugzeug, Aufklärer, Minenleger (= Das Waffen-Arsenal, Bd. 143), Friedberg (Dorheim): Podzun-Pallas, 1993, ISBN 978-3-7909-0453-6 und ISBN 3-7909-0453-8
- Die Giganten. Messerschmitt Me 321/323 (= Das Waffen-Arsenal, Special, Bd. 6), Friedberg/H. (Dorheim): Podzun-Pallas, 1993, ISBN 978-3-7909-0482-6 und ISBN 3-7909-0482-1
- Der erste Bomber der Wehrmacht Dornier Do 23 und die Vorläufer Do F, 11 und 13 (= Das Waffen-Arsenal, Sonderband S 32), Friedberg/H. (Dorheim): Podzun-Pallas, 1994, ISBN 978-3-7909-0498-7 und ISBN 3-7909-0498-8
- Flying wings of the Horten brothers (Deutsche Nurflügel bis 1945), in englischer und deutscher Sprache, Atglen, Pa.: Schiffer, 1995, ISBN 0-88740-886-9
- Deutsche Nurflügel bis 1945. Die Motor- und Turbinenflugzeuge der Gebrüder Horten, Wölfersheim-Berstadt: Podzun-Pallas, [circa 1995], ISBN 978-3-7909-0536-6 und ISBN 3-7909-0536-4
- H.-P. Dabrowski, P. Petrick: Zerstörer Me 210. Entwicklung und Einsatz (= Das Waffen-Arsenal, Sonderband S 43), Wölfersheim-Berstadt: Podzun-Pallas, [circa 1996], ISBN 978-3-7909-0574-8 und ISBN 3-7909-0574-7
- The Dornier Do 23 first bomber of the Wehrmacht and its predecessors, the Do F 11 and 13 (=  Der erste Bomber der Wehrmacht Dornier Do 23 und die Vorläufer Do F 11 und 13), in englischer und deutscher Sprache, Atglen, PA: Schiffer, 1996, ISBN 0-7643-0093-8
- Nurflügel. Ein Streifzug durch die Geschichte deutscher und internationaler Entwicklungen (= Das Waffen-Arsenal, Special, Bd. 18), Wölfersheim-Berstadt: Podzun-Pallas, [circa 1996], ISBN 978-3-7909-0601-1 und ISBN 3-7909-0601-8
- Jagdeinsitzer He 112. Konkurrenz zur Me 109 und Exportflugzeug (= Das Waffen-Arsenal, Bd. 159), Wölfersheim-Berstadt: Podzun-Pallas, circa 1996, ISBN 978-3-7909-0567-0 und ISBN 3-7909-0567-4
- Heinkel He 112, in englischer und deutscher Sprache, Atglen, PA: Schiffer, 1998, ISBN 0-7643-0392-9
- Deutsche Nurflügel bis 1945. Die Motor- und Turbinenflugzeuge der Gebrüder Horten (= Dörfler Zeitgeschichte), Utting: Edition Dörfler im Nebel-Verlag, [2001], ISBN 978-3-89555-308-0 und ISBN 3-89555-308-5
- Messerschmitt Me 321/323. The Luftwaffe's "Giants", in englischer Sprache, Atglen, PA: Schiffer, 2002, ISBN 0-7643-1442-4; Inhaltsverzeichnis
- Focke-Wulf Nahaufklärer Fw 189 A „Uhu“ Schulflugzeug Fw 189 B „Eule“ und Schlachtflugzeug Fw 189 C. Entwicklung, Produktion und Einsatz, Lemwerder: Stedinger, 2008, ISBN 978-3-927697-53-9; Inhaltsverzeichnis und Inhaltstext
- Hans-Peter Dabrowski, Peter Achs: Focke-Wulf Fw 191 „Kampfflugzeug“ und das Bomber-B-Programm – Focke-Wulf im Wettbewerb mit den Entwicklungen der Arado Ar 340, Dornier Do 317 und Junkers Ju 288, Lemwerder: Stedinger, 2011, ISBN 978-3-927697-61-4; Inhaltsverzeichnis